# Intel Core i5
Core i5（中文：酷睿 i5）處理器是英特爾的一款產品，是Intel Core i7的衍生低階版本，第一代Core i5基於Intel Nehalem微架構。與Core i7支援三通道記憶體不同，Core i5只會集成雙通道DDR3記憶體控制器（從六代Core CPU開始則支援DDR4記憶體）。另外，Core i5會整合一些北橋的功能，將集成PCI Express控制器。處理器核心方面，第一代Core i5代號Lynnfield，採用45奈米製程的Core i5有四核心，不支援超线程技術，總共仅提供4個线程。
晶片組方面，第一代Core i5採用Intel H55、P55、H57、P57等（代號：IbexPeak）。它除了支援Lynnfield外，還會支援Havendale處理器。後者雖然只有兩個處理器核心，但卻集成顯示核心。P55會採用單晶片設計，功能與傳統的南橋相似，支援SLI和Crossfire技術。但是，與高端的X58晶片組不同，P55不會採用較新的QPI連接，而會使用傳統的DMI技术。接口方面，可以與其他的5系列晶片組相容。

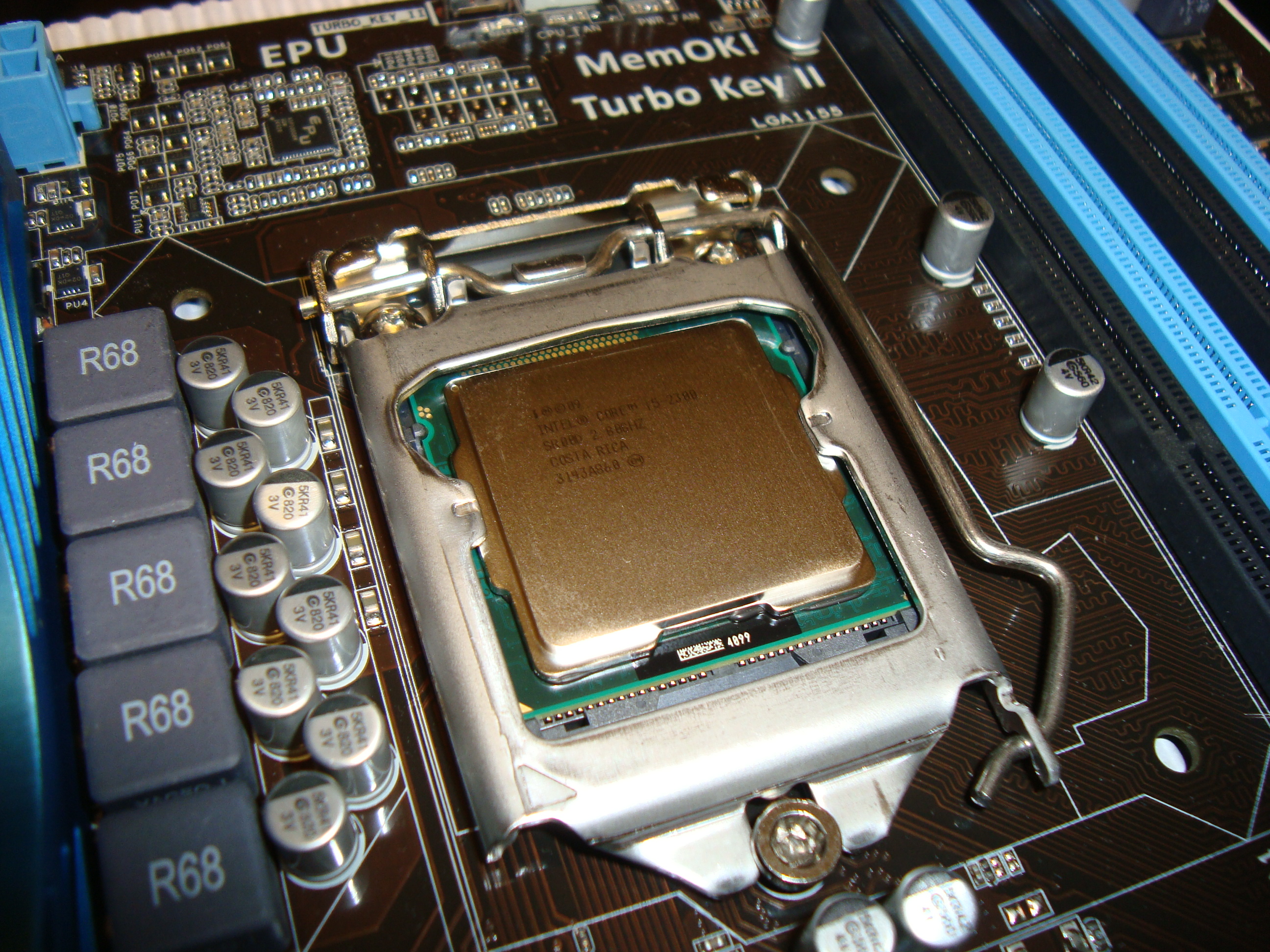
i5-2300放置在LGA1155插槽中。

Core i5處理器于2009年7月生產，8月出貨，官方在9月1日正式發佈。
2011年1月，Intel發表第二代的Core i5，與舊款不同的在於新一代的Core i5改用Sandy Bridge架構，同年二月發表雙核版本的Core i5，但桌面版Core i5四核四執行緒為主。第二代Core i5接口亦更新為與舊款不相容的LGA 1155。代碼中除了前四位數字外，最後加上的英文字意義分別為：K=未鎖倍頻版，S=低功耗版，T=超低功耗版，P/F=无HD Graphics版(在Ivy Bridge中 U=低电压版 M=标准版）。
標準的桌面版Core i5基於4核心設計，較Core i7不支援超執行緒技術。行動版Core i5長期為2核心並採用超執行緒技術，但自第6代Core i5開始，Intel推出4核心的高性能版行動Core i5處理器（型號帶H）。從第8世代Intel Core開始，Intel推出6核心設計的Core i5。
在Alder Lake 微架構(第12代)中, I5-12600K  擁有10個 核心(6大核/4細核) 在2021架構日活動中，首次公布了該代架構在PC平台上使用大小異質核心（Intel稱之為P-core與E-core）

## 外部連結
- 詳細規格 （页面存档备份，存于） Intel官方網站